# Alphonse Hasselmans
Alphonse Jean Hasselmans, né à Liège le 5 mars 1845 et mort le 19 mai 1912 à Paris, est un compositeur, harpiste et pédagogue belge.

## Biographie
Fils du compositeur Joseph Hasselmans, il fut professeur de harpe au Conservatoire de Paris de 1884 à son décès en 1912.
Il composa plusieurs douzaines d'œuvres pour harpe seule, la plus célèbre étant l'étude pour concert op. 44 dite La Source ; il transcrivit également pour la harpe de nombreuses œuvres écrites à l'origine pour d'autres instruments.
Il fut le professeur de brillants harpistes, tels que Carlos Salzedo, Pierre Jamet, Lily Laskine, Henriette Renié, Micheline Kahn, Marcel Tournier, Marcel Grandjany, Caroline Luigini,  Lili Boulanger ou Marguerite Achard.
Il est le père du violoncelliste et chef d'orchestre Louis Hasselmans (1878-1957).

Ses œuvres ont été enregistrées par Floraleda Sacchi : Alphonse Hasselmans : Music For Harp. (Brilliant Classics, 2013). Cat. No. 94625

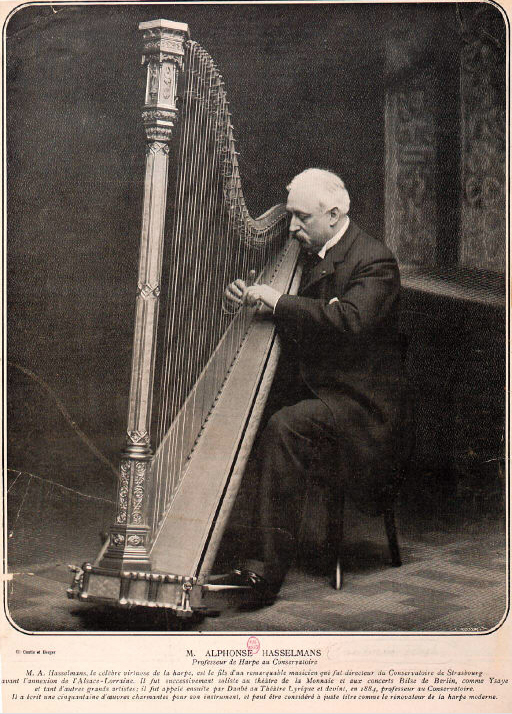
Alphonse Hasselmans, Professeur de harpe au conservatoire de Strasbourg, Bnf.